# Jean Audoubert
Pour les articles homonymes, voir Audoubert.

a Compétitions nationales et continentales officielles uniquement.

b Matchs officiels uniquement.
Jean Audoubert, né le 7 avril 1924 à Sentaraille, en Ariège, et mort dans ce même village le 21 juin 2008, est un joueur français de rugby à XIII qui a notamment évolué à Lyon.

## Biographie
Il était surnommé "Monseigneur".

## Palmarès
- Collectif :
  - Vainqueur de la Coupe d'Europe des nations : 1952 (France).
  - Vainqueur du Championnat de France : 1951 et 1955 (Lyon).
  - Vainqueur de la Coupe de France : 1953 et 1954 (Lyon).
  - Finaliste de la Coupe du monde : 1954 (France).
  - Finaliste du Championnat de France : 1953 (Lyon).
  - Finaliste de la Coupe de France : 1946 (Toulouse),  1950  et 1951 (Lyon).

### Détails en sélection
| 1.  | 6 avril 1952     | Pays de Galles      | 20-12 | Coupe d'Europe | Pilier         | - | - | - | - |
| 2.  | 22 mai 1952      | Grande-Bretagne     | 22-12 | Test-match     | Deuxième ligne | - | - | - | - |
| 3.  | 24 mai 1953      | Grande-Bretagne     | 28-17 | Test-match     | Deuxième ligne | - | - | - | - |
| 4.  | 18 octobre 1953  | Autres Nationalités | 10-15 | Coupe d'Europe | Talonneur      | - | - | - | - |
| 5.  | 7 novembre 1953  | Angleterre          | 5-7   | Coupe d'Europe | Talonneur      | - | - | - | - |
| 6.  | 13 décembre 1953 | Pays de Galles      | 23-22 | Coupe d'Europe | Talonneur      | - | - | - | - |
| 7.  | 9 janvier 1954   | États-Unis          | 31-0  | Coupe d'Europe | Talonneur      | - | - | - | - |
| 8.  | 27 avril 1954    | Grande-Bretagne     | 8-17  | Test-match     | Talonneur      | - | - | - | - |
| 9.  | 30 octobre 1954  | Nouvelle-Zélande    | 22-13 | Coupe du monde | Talonneur      | 3 | 1 | - | - |
| 10. | 7 novembre 1954  | Grande-Bretagne     | 13-13 | Coupe du monde | Talonneur      | - | - | - | - |
| 11. | 11 novembre 1954 | Australie           | 15-5  | Coupe du monde | Talonneur      | - | - | - | - |
| 12. | 13 novembre 1954 | Grande-Bretagne     | 12-16 | Coupe du monde | Talonneur      | - | - | - | - |
| 13. | 2 juillet 1955   | Australie           | 29-28 | Tournée        | Talonneur      | - | - | - | - |
| 14. | 12 juillet 1955  | Australie           | 8-5   | Tournée        | Talonneur      | - | - | - | - |
| 15. | 6 août 1955      | Nouvelle-Zélande    | 19-9  | Tournée        | Talonneur      | - | - | - | - |
| 16. | 13 août 1955     | Nouvelle-Zélande    | 6-11  | Tournée        | Talonneur      | - | - | - | - |
| 17. | 8 janvier 1956   | Nouvelle-Zélande    | 24-7  | Test-match     | Talonneur      | - | - | - | - |
| 18. | 15 janvier 1956  | Nouvelle-Zélande    | 22-31 | Test-match     | Talonneur      | - | - | - | - |

#### Statistiques
| Saison    | Saison                  | Championnat           | Championnat | Coupe           | Coupe      | Sélection | Sélection | Sélection | Sélection | Sélection | Sélection | Sélection |
| Saison    | Saison                  | Comp.                 | Class.      | Comp.           | Class.     | Comp.     | M         | Pts       | Ess.      | Buts      | Dp.       |           |
| --------- | ----------------------- | --------------------- | ----------- | --------------- | ---------- | --------- | --------- | --------- | --------- | --------- | --------- | --------- |
| 1945-1946 | Toulouse olympique XIII | Championnat de France | Finaliste   | Coupe de France | 1/4 finale |           |           |           |           |           |           |           |
| 1946-1947 | Toulouse olympique XIII | Championnat de France | 1/4 finale  | Coupe de France | 1/4 finale |           |           |           |           |           |           |           |
| 1947-1948 | Toulouse olympique XIII | Championnat de France | 14e         | Coupe de France | 1/2 finale |           |           |           |           |           |           |           |
| 1948-1949 | RC Roanne               | Championnat de France | 1/2 finale  | Coupe de France | 1/2 finale |           |           |           |           |           |           |           |
| 1949-1950 | US Lyon-Villeurbanne    | Championnat de France | 1/2 finale  | Coupe de France | Finaliste  |           |           |           |           |           |           |           |
| 1950-1951 | US Lyon-Villeurbanne    | Championnat de France | Vainqueur   | Coupe de France | Finaliste  |           |           |           |           |           |           |           |
| 1951-1952 | US Lyon-Villeurbanne    | Championnat de France | 1/2 finale  | Coupe de France | 1/2 finale | CE        | 2         | -         | -         | -         | -         |           |
| 1952-1953 | US Lyon-Villeurbanne    | Championnat de France | Finaliste   | Coupe de France | Vainqueur  |           | 1         | -         | -         | -         | -         |           |
| 1953-1954 | US Lyon-Villeurbanne    | Championnat de France | 1/2 finale  | Coupe de France | Vainqueur  | CE        | 4         | -         | -         | -         | -         |           |
| 1954-1955 | US Lyon-Villeurbanne    | Championnat de France | Vainqueur   | Coupe de France | 1/8 finale | CM        | 8         | 3         | 1         | -         | -         |           |
| 1955-1956 | US Lyon-Villeurbanne    | Championnat de France | 10e         | Coupe de France | 1/4 finale |           | 2         | -         | -         | -         | -         |           |